# Proroga delle sessioni
La proroga delle sessioni è una facoltà concessa al re nelle monarchie parlamentari, che consente di bloccare i lavori all'interno del Parlamento senza però sciogliere la Camera bassa, che rimane in stato di sospensione.

## Nel Regno Unito di Gran Bretagna
Noto nella traduzione dal latino come prorogation, l'atto di diritto costituzionale con il quale si pone fine a una sessione parlamentare in Gran Bretagna si inserisce tra le prerogative reali, ovvero tra i poteri del Monarca, anche se convenzionalmente è il Primo Ministro a sollecitare la Corona ad attivare tale potere. La durata della prorogation coincide con il periodo che intercorre tra la fine della sessione parlamentare, determinata dallo Order in Council - atto emanato dal Privy Council - mediante il quale il Monarca sospende la sessione parlamentare, e l'apertura dello Stato del Parlamento, ovvero il discorso del Monarca dinanzi ai Comuni e ai Lord mediante il quale si apre solennemente la nuova sessione parlamentare. La durata media della proroga, a partire dal 2000 è di circa diciotto giorni. La sessione parlamentare può anche essere sospesa mediante prorogation anche prima della dissoluzione del Parlamento.

### Procedura
Le date di inizio e di fine della sospensione della sessione parlamentare devono essere sempre definite nello Order in Council emanato dal Privy Council per conto del Monarca. Il Parlamento, nonostante la sospensione dei lavori parlamentari, può essere richiamato mediante proclama in conformità con il Meeting of Parliament Act 1797 e il Civil Contingencies Act 2004. La procedura parlamentare per la sospensione della sessione parlamentare inizia alla Camera dei lord ed è seguita alla Camera dei Comuni. La prorogation sospende i lavori parlamentari e termina la sessione parlamentare per entrambi i rami del Parlamento britannico
La prorogation pone fine a una sessione parlamentare e stabilisce l'inizio della sessione parlamentare successiva. Generalmente la durata della sessione parlamentare in Regno Unito è di un anno solare, ma vi possono essere casi in cui la sessione viene prolungata per periodi più lunghi. Come sottolineato dalla Corte suprema del Regno Unito nella decisione del 24 settembre 2019 la prorogation deve essere distinta dalla dissoluzione del Parlamento, atto con il quale si pone fine alla Legislatura e a cui seguono nuove elezioni, ma ciò non toglie che si possa attivare una prorogation anche in concomitanza di una dissoluzione del Parlamento. La prorogation deve essere distinta anche dall'aggiornamento (adjourning) e dalla pausa (recess), che sono due istituti mediante i quali vengono sospesi i lavori parlamentari ma non la sessione. L'aggiornamento e la pausa sono due istituti parlamentari che vengono stabiliti dai parlamentari medesimi, i quali possono riprendere i lavori parlamentari in ogni momento, mentre con la prorogation, la ripresa dei lavori parlamentari avviene solamente con l'avvio della nuova sessione parlamentare, stabilita dall'Esecutivo. Pertanto, la ripresa dei lavori parlamentari, in regime di prorogation, è determinata da un atto dell'esecutivo, che il Parlamento non può modificare.

### Casi rilevanti
La prorogation è una procedura ordinaria dei lavori parlamentari, anche se tale prerogativa regia è stata talvolta utilizzata per controversi obiettivi politici.
In particolare, il 28 agosto 2019, il Premier conservatore Boris Johnson aveva chiesto alla regina Elisabetta II di sospendere la sessione parlamentare da una data compresa tra il 9 e il 12 settembre fino al 14 ottobre. Il Parlamento, contemporaneamente, aveva calendarizzato una pausa di tre settimane per la stagione delle conferenze del partito (conference recess). La prorogation di Johnson avrebbe aggiunto dunque circa quattro giorni alla pausa parlamentare. Si tenga conto che la sessione parlamentare 2017-19 è stata la più lunga dalla guerra civile inglese, mentre la prorogation richiesta da Johnson sarebbe stata la più lunga dal 1930.
Il governo aveva dichiarato che la prorogation doveva consentire all'esecutivo di stabilire una nuova agenda legislativa, coerente con il programma della nuova amministrazione e che in realtà la durata eccessiva della prorogation era giustificata dal fatto che essa coincideva grosso modo con la conference recess. Alcuni osservatori avevano messo in dubbio questa giustificazione, affermando che la prorogation di Johnson era un tentativo improprio di eludere il controllo parlamentare sulla legislazione relativa alla Brexit, prevista per il 31 ottobre 2019. Si sono opposti alla prorogation i parlamentari dell'opposizione, studiosi di diritto costituzionale del Regno Unito, e Sir John Major, ex primo ministro conservatore. Il presidente della Camera dei Comuni, John Bercow, ha definito poi la decisione un "oltraggio costituzionale".
Contro la prorogation sono stati intentati tre ricorsi giurisdizionali. L'Alta corte di giustizia di Londra ha ritenuto la questione non giustiziabile, mentre la Court of Session di Edimburgo, il tribunale di appello civile scozzese, ha stabilito al contrario che la prorogation era illegale in quanto aveva "lo scopo improprio di ostacolare il Parlamento". La questione è stata sottoposta dunque alla Corte suprema del Regno Unito il 17 settembre 2019 nei casi R (Miller) e Cherry. Il 24 settembre 2019, la Corte Suprema ha deciso all'unanimità che la prorogation era sia giustiziabile che illecita, e quindi nulla e senza effetto.
Già in precedenza si riteneva che la prassi anglosassone fosse temperata dal richiamo al principio di buona fede, per cui il primo ministro non può consigliare al Monarca di firmare il decreto di proroga della sessione solo per evitare di essere sottoposto ad una sconfitta parlamentare o ad un voto di sfiducia alla Camera. È perciò interessante notare, nella motivazione della Corte suprema, che, in regime di prorogation, il principio di responsabilità dell'Esecutivo dinanzi al Parlamento venga disinnescato: pertanto la violazione di tale principio, ritenuto principio costituzionale dalla Corte, e non dunque mera convenzione costituzionale, deve essere giustificata secondo il criterio di ragionevolezza. La Corte ha stabilito che l'atto con cui Johnson ha sollecitato la Regina ad attivare la prorogation (advice) fosse privo di qualsiasi giustificazione, tantomeno ragionevole, pertanto tale advice era nullo e senza effetto. Il Parlamento ha ripreso pertanto i lavori il giorno seguente.
Lo Speaker dei Comuni, Bercow, ha assicurato che il tentativo di prorogation sarebbe stato cancellato dal House of Commons Journal, il registro formale degli affari parlamentari, e sostituito con una dichiarazione che il Parlamento era stato aggiornato (adjourning) nel periodo di sospensione.

## Nel Regno d'Italia

### Il sistema delle sessioni sotto lo Statuto Albertino
Come per i parlamenti di stampo anglosassone, i periodi dei lavori della Camera dei deputati del Regno d'Italia, all'interno della legislatura, si articolavano per sessioni. 
La proroga delle sessioni era disciplinata dall'articolo 9 dello Statuto: un potere formalmente in capo al Monarca, in realtà consentiva al Governo di sfuggire al controllo della Camera dei deputati, in snodi politici delicati, evitando la trattazione di provvedimenti sui quali la maggioranza era precaria.

### Esito
Nel momento in cui la maggioranza si ricompattava dietro il suo Esecutivo, le Camere riprendevano la loro funzione. È stato però notato che, rispetto a questo modello comportamentale anglosassone volto a propiziare l'intesa politica, nel periodo statutario italiano la proroga della sessione si distanziava per il fatto di conseguire il diverso scopo di sottrarre l'Esecutivo al controllo della Camere: ecco perché essa in Italia fu seguita, assai spesso, dalla chiusura della sessione appena riaperta ovvero dal decreto di scioglimento anticipato della Camera.

### Normativa
- Statuto Albertino